# Papfalva
Papfalva (románul Popești) községközpont Bihar megyében, Margittától 17 km-re.

## Fekvése
Bihar megyében, Berettyószéplaktól délnyugatra, Almaszeg és Várvíz szomszédságában fekvő település.

## Története
Az 1800-as évek első felében több birtokosa is volt: így a Baranyi, Csáky, Fráter, és Péchy családoknak volt itt birtoka.
Az 1900-as évek elején Papfalva a mölki apátsági uradalomé volt, melynek itt kastélya is volt. Borovszky a 20. század elején írta a községről: „A Rézhegység alatt, a Bisztra-patak mellett fekvő kisközség, melynek lakosai túlnyomóan görög katholikus vallású oláhok. Házainak száma 104, lakosaié 787. Postája van, távírója és vasúti állomása Széplak. A margittai járás körjegyzősége.”
Papfalva a trianoni békeszerződés előtt Bihar vármegye margittai járásához tartozott.

## Nevezetességei
- Görögkatolikus temploma - 1868-ban épült.
- 2009. szeptember 26-án, szombaton 11.00 órakor Excellenciás Böcskei László megyés püspök felszentelte, Szent Péter és Szent Pál apostolfejedelmek oltalmába ajánlja a helyi római katolikus közösség újonnan épült templomát.